# Bill Williams (acteur)
Pour les articles homonymes, voir Williams et Bill Williams.
 (février 2015).
Bill Williams est un acteur américain d'ascendance allemande, de son vrai nom Herman August Wilhelm Katt, né le 21 mai 1915 à New York (État de New York), mort le 21 septembre 1992 à Burbank (Californie).

## Biographie
Bill Williams né et grandit dans l'arrondissement de Brooklyn à New York. Sous le pseudonyme de Bill Williams, il débute au cinéma en 1944 et apparaît jusqu'en 1981 — année où il se retire — dans soixante-deux films américains (le dernier est Night of the Zombies de Joel M. Reed), dont des westerns.
Parmi ses films notables, mentionnons Deadline at Dawn (1946 ; rôle principal, aux côtés de Susan Hayward et Paul Lukas), Secret de femme de Nicholas Ray (1949, avec Maureen O'Hara et Melvyn Douglas), Le Fils de visage pâle de Frank Tashlin (1952, avec Bob Hope et Jane Russell), ou encore Rio Lobo d'Howard Hawks (1970, avec John Wayne).
À la télévision, entre 1949 et 1981, Bill Williams contribue à quatre téléfilms et à quarante-huit séries. En particulier, de 1951 à 1955, il tient le rôle principal de Kit Carson au long de la série-western Les Aventures de Kit Carson. Sinon, il collabore notamment à Perry Mason (1962-1965, quatre épisodes) et à Lassie (1964-1969, quatre épisodes).
Pour sa contribution au petit écran, une étoile lui est dédiée sur le Walk of Fame d'Hollywood Boulevard.
De 1946 jusqu'à sa mort en 1992, Bill Williams est marié à l'actrice Barbara Hale (née en 1922). Ils jouent ensemble dans six films (ex. : Le Pigeon d'argile de Richard Fleischer en 1949, où ils tiennent les rôles principaux), ainsi que dans trois épisodes de la série Le Monde merveilleux de Disney.
De leur union sont nés trois enfants, dont l'acteur William Katt (né en 1951).

## Filmographie partielle

### Au cinéma
- 1944 : Meurtre dans la chambre bleue (Murder in the Blue Room) de Leslie Goodwins
- 1944 : Trente Secondes sur Tokyo (Thirty Seconds Over Tokyo) de Mervyn LeRoy
- 1945 : Le Charme de l'amour (Those Endearing Young Charms) de Lewis Allen
- 1945 : Johnny Angel d'Edwin L. Marin
- 1945 : Zombies on Broadway de Gordon Douglas
- 1945 : Le Récupérateur de cadavres (The Body Snatcher) de Robert Wise
- 1946 : Une nuit mouvementée (Deadline at Dawn) de Harold Clurman (en)
- 1946 : Jusqu'à la fin des temps (Till the End of Time) d'Edward Dmytryk
- 1947 : A Likely Story (en) d'H. C. Potter
- 1949 : Secret de femme (A Woman's Secret) de Nicholas Ray
- 1949 : A Dangerous Profession (en) de Ted Tetzlaff
- 1949 : Le Pigeon d'argile (Clay Pigeon) de Richard Fleischer
- 1949 : L'Homme de Kansas City (Fighting Man of the Plains) d'Edwin L. Marin
- 1949 : Un homme change son destin (The Stratton Story) de Sam Wood
- 1950 : Blue Grass of Kentucky (en) de William Beaudine
- 1950 : La Ruée vers la Californie (California Passage) de Joseph Kane
- 1950 : La Piste des caribous (The Cariboo Trail) d'Edwin L. Marin
- 1951 : Blue Blood de Lew Landers
- 1951 : Les Rebelles du Missouri (The Great Missouri Raid) de Gordon Douglas
- 1951 : Le Dernier Bastion (The Last Outpost) de Lewis R. Foster
- 1951 : Havanna Rose de William Beaudine
- 1952 : Au mépris des lois (The Battle at Apache Pass) de George Sherman
- 1952 : Le Sillage de la mort (Torpedo Alley) de Lew Landers
- 1952 : Le Fils de visage pâle (Son of Paleface) de Frank Tashlin
- 1952 : The Pace That Thrills (en) de Leon Barsha (en)
- 1955 : Hell's Horizon (en) de Tom Gries
- 1956 : The Broken Star (en) de Lesley Selander
- 1957 : The Storm Rider (en) d'Edward Bernds
- 1957 : L'Indien blanc (en) (Pawnee) de George Waggner
- 1957 : The Halliday Brand (en) de Joseph H. Lewis
- 1958 : Space Master X-7 (en) d'Edward Bernds
- 1958 : Legion of the Doomed de Thor L. Brooks
- 1959 : A Dog's Best Friend (en) d'Edward L. Cahn
- 1959 : Alaska Passage (en) d'Edward Bernds
- 1960 : Saipan (Hell to Eternity) de Phil Karlson
- 1960 : Oklahoma Territory (en) d'Edward L. Cahn
- 1964 : Condamné à être pendu (Law of the Lawless) de William F. Claxton
- 1965 : Sur la piste de la grande caravane (The Hallelujah Trail) de John Sturges
- 1965 : Chatouille-moi (Tickle Me) de Norman Taurog
- 1965 : A Letter to Nancy de William F. Claxton
- 1965 : Rocambole (film, 1963) de Bernard Knowles
- 1970 : Rio Lobo d'Howard Hawks
- 1971 : Scandalous John de Robert Butler
- 1975 : L'Invasion des araignées géantes (en) (The Giant Spider Invasion) de Bill Rebane
- 1981 : Night of the Zombies de Joel M. Reed

### À la télévision

#### Séries
- 1951-1955 : Les Aventures de Kit Carson (The Adventures of Kit Carson), intégrale
  - Saisons 1 à 4, 103 épisodes : Kit Carson
- 1954 : Badge 714 ou Coup de filet (Dragnet), première série
  - Saison 3, épisode 33 The Big Pull
- 1959 : Les Incorruptibles (The Untouchables), première série
  - Épisode pilote Les Incorrutibles défient Al Capone (The Untouchables ou The Scarface Mob) de Phil Karlson
- 1959 : Laramie
  - Saison 1, épisode 12 Man of God de Lesley Selander
- 1959-1976 : Le Monde merveilleux de Disney (The Wonderful World of Disney ou Disneyland)
  - Saison 5, épisodes 21 et 23 Texas John Slaughter (1959), 1re partie (The Man from Bitter Creek) et 2e partie (The Slaughter Trail)
  - Saison 13, épisodes 18 et 19 Gallegher Goes West (1967) de Joseph Sargent et James Sheldon, 1re partie (Tragedy on the Trail) et 2e partie (Trial by Terror)
  - Saison 19, épisode 16 Chester, Yesterday's Horse (1973) de Larry Lansburgh
  - Saison 22, épisodes 16 et 17 The Flight of the Grey Wolf (1976), 1re et 2e parties
- 1962-1965 : Perry Mason, première série
  - Saison 5, épisode 22 The Case of the Cripple Cougar (1962) de Jesse Hibbs
  - Saison 6, épisode 14 The Case of the Bluffing Blast (1963)
  - Saison 8, épisode 23 The Case of the Murderous Mermaid (1965) de Robert Sparr
  - Saison 9, épisode 8 The Case of the 12th Wildcat (1965)
- 1964 : Rawhide
  - Saison 7, épisode 4 The Lost Herd de Vincent McEveety
- 1964-1969 : Lassie
  - Saison 11, épisode 5 Climb the Mountain Slowly (1964) de Jack Hively
  - Saison 13, épisode 1 Lassie and the Buffalo (1966) de William Beaudine
  - Saison 15, épisode 17 A Chance to Live (1969) et épisode 18 The Return Home (1969)
- 1965 : Les Mystères de l'Ouest (The Wild Wild West)
  - Saison 1, épisode 5 La Nuit du tueur désinvolte (Night of the Casual Killer) de Don Taylor
- 1966 : Batman
  - Saison 1, épisode 33 Le Pingouin n'est pas manchot (Fine Finny Fiends) de Tom Gries et épisode 34 Une manche et la belle (Batman makes the Scenes) de Tom Gries
- 1967 : Daniel Boone
  - Saison 4, épisode 11 The Spanish Horse
- 1968-1974 : Sur la piste du crime (The F.B.I.)
  - Saison 4, épisode 4 The Runaways (1968) de Robert Day
  - Saison 9, épisode 20 The Lost Man (1974)
- 1970 : Docteur Marcus Welby (Marcus Welby, M.D.)
  - Saison 2, épisode 11 To carry the Sun in a Golden Cup
- 1972-1975 : L'Homme de fer (Ironside)
  - Saison 6, épisode 7 Nightmare Trip (1972) de Raymond Burr
  - Saison 8, épisode 18 The Rolling Y (1975) de Don McDougall
- 1973 : Gunsmoke ou Police des plaines (Gunsmoke ou Marshal Dillon)
  - Saison 18, épisode 23 Talbot de Vincent McEveety
- 1973 : Les Rues de San Francisco (The Streets of San Francisco)
  - Saison 1, épisode 26 La Licorne (The Unicorn) de Virgil W. Vogel
- 1974-1976 : Sergent Anderson (Police Woman)
  - Saison 1, épisode 2 Le Gang des cinq (The End Game, 1974) d'Alvin Ganzer
  - Saison 3, épisode 4 Sarah (Sarah who ?, 1976) de Jerry London
- 1976 : Sur la piste des Cheyennes (The Quest)
  - Saison unique, épisode 14 The Seminole Negro Indian Scouts

#### Téléfilms
- 1974 : Le Fantôme d'Hollywood (en) (The Phantom of Hollywood) de Gene Levitt
- 1978 : Du feu dans le ciel (A Fire in the Sky) de Jerry Jameson
- 1981 : Goldie and the Boxer go to Hollywood de David Miller

## Note
1. ↑  La participation de Bill Williams à King Kong (version de 1933), mentionnée par l'IMDb ci-dessus (un petit rôle non crédité), est sujette à caution et demande confirmation.